# Christoph Junge
Christoph Junge (* um 1644 in Schlesien; † 1. März 1687 in Erfurt) war ein deutscher Orgelbauer.

## Leben
Christoph Junge wurde in Schlesien geboren und wuchs in Schweinitz bei Jessen (Landkreis Wittenberg) auf.
Die Bauweise  (Verwendung von Springladen und Art der Windanlage) und die Dispositionen seiner Orgeln lässt vermuten, dass er ein Schüler von Christian Förner war.
Er starb plötzlich beim Bau der beiden Orgeln, im Dom und in der Kaufmannskirche, in Erfurt.

## Werkliste (Auszug)
| Jahr      | Ort                | Kirche                 | Bild | Manuale | Register | Bemerkungen |
| --------- | ------------------ | ---------------------- | ---- | ------- | -------- | --- |
| 1675      | Doberlug-Kirchhain | Klosterkirche Doberlug |      | II/P    | 20       | Nach einem Blitzeinschlag ist die Orgel am 22. Juli 1779 abgebrannt.                                               |
| 1676      | Merseburg          | St. Maximi             |      | II/P    | 16       | 1718 ersetzt durch einen Neubau von Johann Friedrich Wender                                                        |
| 1681      | Sondershausen      | St. Trinitatis         |      | II/P    | 28       | Prospekt erhalten → Orgelbeschrieb                                                                                 |
| 1684      | Sondershausen      | Schlosskapelle         |      | II/P    | 20       | Über den Verbleib dieser Orgel ist nichts bekannt.                                                                 |
| 1684      | Weimar             | St. Peter und Paul     |      | II/P    | 25       | Nicht erhalten |
| 1684–1687 | Erfurt             | Mariendom              |      | II/P    | 28       | 1689 von David Merker vollendet. 1835 ersetzt durch einen Neubau von Ernst Siegfried Hesse aus Dachwig bei Erfurt. |
| 1685–1687 | Erfurt             | Kaufmannskirche        |      | II/P    | 24       | 1689 fertiggestellt von Johann Albrecht, Vorarbeiter bei Junge. Prospekt erhalten.                                 |